# Campeonato Asiático de Judo de 2012
El XXIII Campeonato Asiático de Judo se celebró en Taskent (Uzbekistán) entre el 27 y el 28 de abril de 2012 bajo la organización de la Unión Asiática de Judo.
En total se disputaron catorce pruebas diferentes, siete masculinas y siete femeninas.

## Resultados

### Masculino
| Evento  | Oro                            | Plata                     | Bronce                                                        |
| ------- | ------------------------------ | ------------------------- | ------------------------------------------------------------- |
| –60 kg  | Choi Gwang-Hyeon Corea del Sur | Hirofumi Yamamoto Japón   | A Lamusi China Tsai Ming-Yen China Taipéi                     |
| –66 kg  | Serguéi Lim · Kazajistán       | Choi Min-Ho Corea del Sur | Sanjaasuren Miyaragchaa Mongolia Tomofumi Takajo Japón        |
| –73 kg  | Wang Ki-Chun Corea del Sur     | Shohei Ono Japón          | Rasul Boqiev Tayikistán Navroʻz Joʻraqobilov Uzbekistán       |
| –81 kg  | Kim Jae-Bum Corea del Sur      | Keita Nagashima Japón     | Amir Gasemi Nejad Irán Yajyo Imamov Uzbekistán                |
| –90 kg  | Dilshod Choriyev Uzbekistán    | Parviz Sobirov Tayikistán | Chingiz Mamedov · Kirguistán · Yuya Yoshida · Japón           |
| –100 kg | Ramziddin Sayidov Uzbekistán   | Javad Mahjub Irán         | Battulga Temüülen · Mongolia · Víktor Demianenko · Kazajistán |
| +100 kg | Mohammad Reza Rodaki Irán      | Takeshi Ojitani Japón     | Kim Sung-Min Corea del Sur Namsraijavyn Batsuuri Mongolia     |

### Femenino
| Evento | Oro                             | Plata                               | Bronce                                                         |
| ------ | ------------------------------- | ----------------------------------- | -------------------------------------------------------------- |
| –48 kg | Mönjbatyn Urantsetseg Mongolia  | Wu Shugen China                     | Shoko Ibe Japón Chung Jung-Yeon Corea del Sur                  |
| –52 kg | Yuka Nishida Japón              | Mönjbaataryn Bundmaa Mongolia       | He Hongmei China Kim Mi-Ri Corea del Sur                       |
| –57 kg | Anzu Yamamoto Japón             | Lien Chen-Ling China Taipéi         | Dorzhsürenguiin Sumiyaa Mongolia Kim Jan-Di Corea del Sur      |
| –63 kg | Yoshie Ueno Japón               | Tsedevsürenguiin Mönjzayaa Mongolia | Joung Da-Woon Corea del Sur Xu Yuhua China                     |
| –70 kg | Hwang Ye-Sul Corea del Sur      | Tomoe Ueno Japón                    | Sol Kyong Corea del Norte Tsend-Ayuushiin Naranjargal Mongolia |
| –78 kg | Pürevjargalyn Ljamdegd Mongolia | Zhang Zhehui China                  | Jeong Gyeong-Mi Corea del Sur Tomomi Okamura Japón             |
| +78 kg | Qin Qian China                  | Gulzhan Isanova · Kazajistán        | Nanami Hashiguchi Japón Kim Na-Young Corea del Sur             |

## Medallero
| Núm. | País            | Oro | Plata | Bronce | Total |
| ---- | --------------- | --- | ----- | ------ | ----- |
| 1    | Corea del Sur   | 4   | 1     | 7      | 12    |
| 2    | Japón           | 3   | 5     | 5      | 13    |
| 3    | Mongolia        | 2   | 2     | 5      | 9     |
| 4    | Uzbekistán      | 2   | 0     | 2      | 4     |
| 5    | China           | 1   | 2     | 3      | 6     |
| 6    | Irán            | 1   | 1     | 1      | 3     |
| 6    | Kazajistán      | 1   | 1     | 1      | 3     |
| 8    | China Taipéi    | 0   | 1     | 1      | 2     |
| 8    | Tayikistán      | 0   | 1     | 1      | 2     |
| 10   | Corea del Norte | 0   | 0     | 1      | 1     |
| 10   | Kirguistán      | 0   | 0     | 1      | 1     |
|      | TOTAL           | 14  | 14    | 28     | 56    |